# Żerechowa
Żerechowa [pronunciación en polaco: /ʐɛrɛˈxɔva/] es un pueblo ubicado en el distrito administrativo de Gmina Łęki Szlacheckie, dentro del Distrito de Piotrków, Voivodato de Łódź, en Polonia central. Se encuentra aproximadamente a 7 kilómetros al noroeste de Łęki Szlacheckie, a 20 kilómetros al sur de Piotrków Trybunalski, y a 65 kilómetros al sur de la capital regional Łódź.
El pueblo tiene una población de 254 habitantes.